# Ансари
Ансари (أنصار — помічники Пророка) — корінні жителі Медини з племен Аус і Хазрадж, які прийняли Іслам і стали сподвижниками пророка Магомета. У 622 р. під час переселення мекканських мусульман ансари дали їм притулок у своїх будинках.